# Bourguébus
Bourguébus est une commune française, située dans le département du Calvados en région Normandie, peuplée de 2 561 habitants.

## Géographie
| Hubert-Folie      | Soliers                                  | Soliers                     |
| Tilly-la-Campagne | Bourguébus                               | Frénouville, Bellengreville |
| Tilly-la-Campagne | Tilly-la-Campagne, Garcelles-Secqueville | Bellengreville              |

### Transports en commun
- Bus de ville Twisto ligne 30. En soirée, Flexo ligne 6 et Bus verts (Réseau interurbain du Calvados) ligne 15.

### Hydrographie
La commune est située dans le bassin Seine-Normandie. Elle n'est drainée par aucun cours d'eau,.

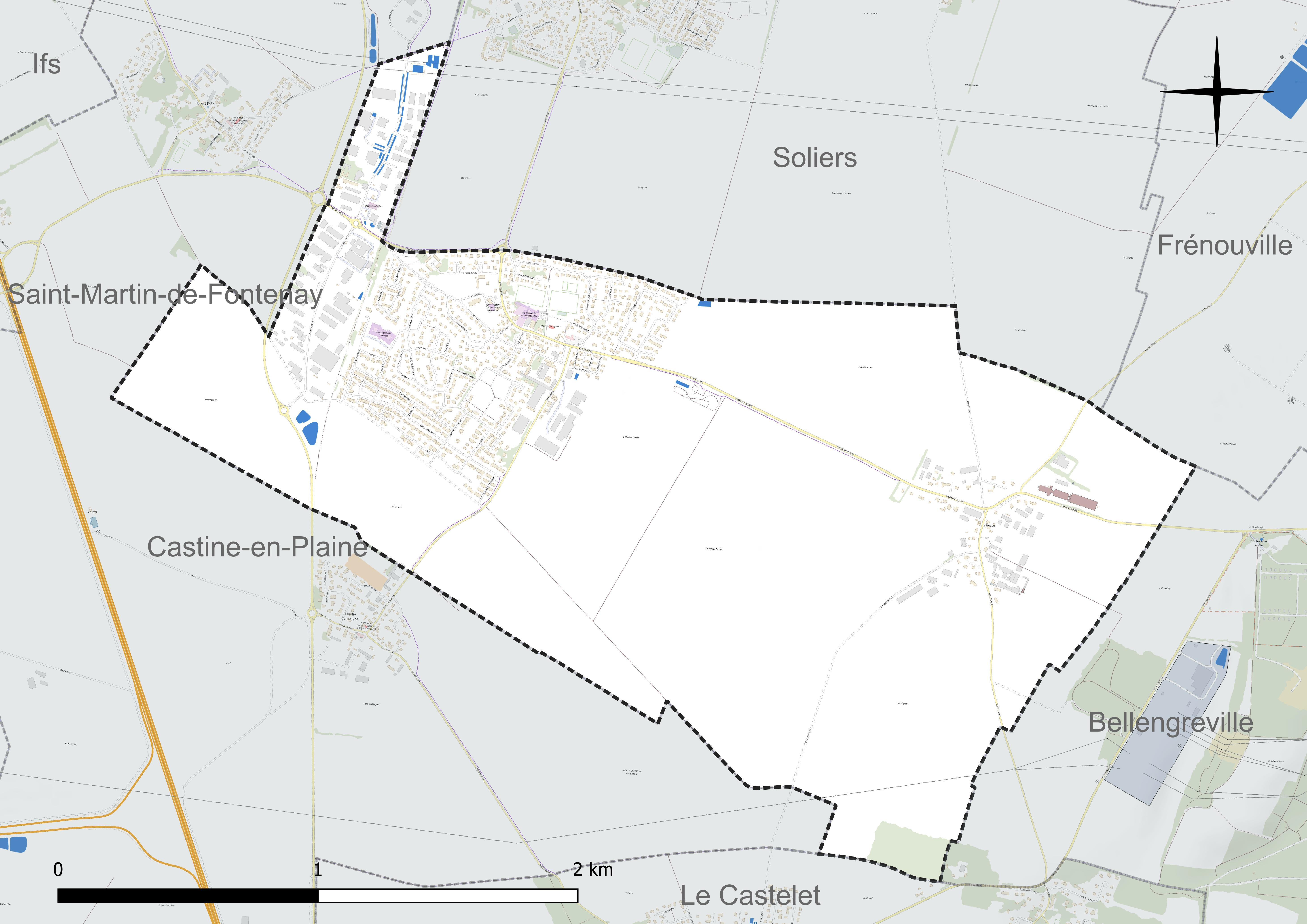
Réseau hydrographique de Bourguébus.

### Climat
En 2010, le climat de la commune est de type climat océanique altéré, selon une étude du CNRS s'appuyant sur une série de données couvrant la période 1971-2000. En 2020, Météo-France publie une typologie des climats de la France métropolitaine dans laquelle la commune est exposée à un climat océanique et est dans la région climatique  Normandie (Cotentin, Orne), caractérisée par une pluviométrie relativement élevée (850 mm/a) et un été frais (15,5 °C) et venté. Parallèlement le GIEC normand, un groupe régional d'experts sur le climat, différencie quant à lui, dans une étude de 2020, trois grands types de climats pour la région Normandie, nuancés à une échelle plus fine par les facteurs géographiques locaux. La commune est, selon ce zonage, exposée à un « climat des plateaux abrités », correspondant à la plaine agricole de Caen à Falaise, sous le vent des collines de Normandie et proche de la mer, se caractérisant par une pluviométrie et des contraintes thermiques modérées.
Pour la période 1971-2000, la température annuelle moyenne est de 10,3 °C, avec  une amplitude thermique annuelle de 12 °C. Le cumul annuel moyen de précipitations est de 673 mm, avec 11,2 jours de précipitations en janvier et 7,3 jours en juillet. Pour la période 1991-2020, la température moyenne annuelle observée sur la station météorologique la plus proche, située sur la commune d'Argences à 9 km à vol d'oiseau, est de 11,6 °C et le cumul annuel moyen de précipitations est de 742,9 mm,. Pour l'avenir, les paramètres climatiques de la commune estimés pour 2050 selon différents scénarios d'émission de gaz à effet de serre sont consultables sur un site dédié publié par Météo-France en novembre 2022.

## Urbanisme

### Typologie
Au 1er janvier 2024, Bourguébus est catégorisée ceinture urbaine, selon la nouvelle grille communale de densité à 7 niveaux définie par l'Insee en 2022.
Elle est située hors unité urbaine. Par ailleurs la commune fait partie de l'aire d'attraction de Caen, dont elle est une commune de la couronne,. Cette aire, qui regroupe 296 communes, est catégorisée dans les aires de 200 000 à moins de 700 000 habitants,.

### Occupation des sols
L'occupation des sols de la commune, telle qu'elle ressort de la base de données européenne d'occupation biophysique des sols Corine Land Cover (CLC), est marquée par l'importance des territoires agricoles (76 % en 2018), en diminution par rapport à 1990 (84 %). La répartition détaillée en 2018 est la suivante : 
terres arables (75,4 %), zones urbanisées (18,3 %), zones industrielles ou commerciales et réseaux de communication (5,7 %), zones agricoles hétérogènes (0,6 %). Les espaces non naturels et agricoles sont répartis en deux ensembles : l'ancien bourg de Bourguébus et ses extensions de l'après guerre, à l'ouest, et le hameau de la Hogue, à l'est. L'évolution de l'occupation des sols de la commune et de ses infrastructures peut être observée sur les différentes représentations cartographiques du territoire : la carte de Cassini (XVIIIe siècle), la carte d'état-major (1820-1866) et les cartes ou photos aériennes de l'IGN pour la période actuelle (1950 à aujourd'hui).

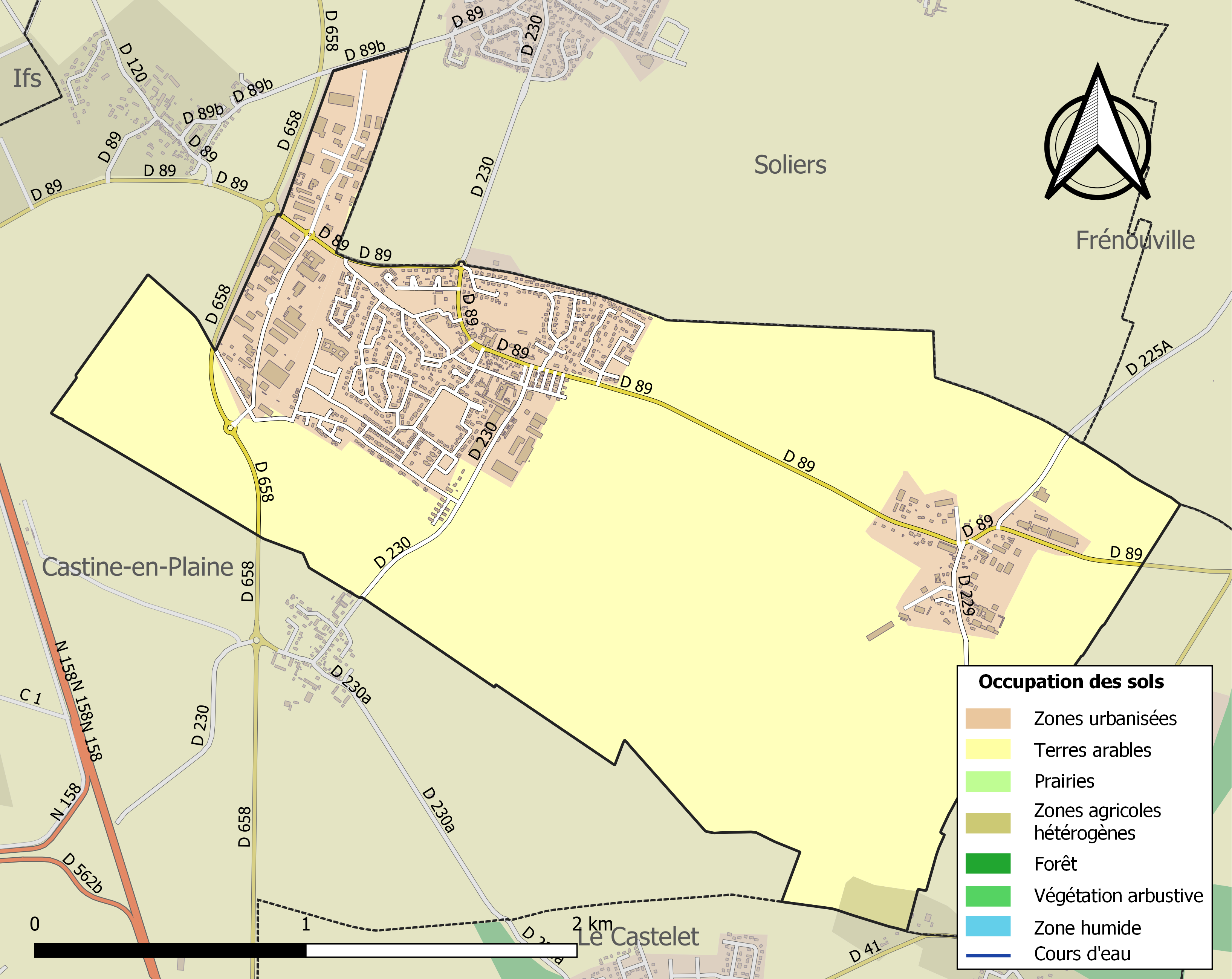
Carte des infrastructures et de l'occupation des sols de la commune en 2018 (CLC).

## Toponymie
Le nom de la localité est attesté sous les formes Burgisbut avant 1070 ; Burgesbu en 1080 / 82 ; Borgesbud en 1079 / 1083 ; Burgisbud en 1080 / 1083 ; Borguesbu en 1198 (magni rotuli, p. 74) ; Bourgesbu en 1210 ; Borguebutum en 1297 ; Bourguebu, Burguesbu au XIVe siècle ; Bourguebus en 1453,.
La plupart des toponymistes ont identifié dans le second élément -bus (avec un -s postiche apparu au XVe siècle), le vieux norrois bú dont le sens premier n'est pas clairement défini, sans doute « maison, ferme, domaine rural »,,,. René Lepelley évoque le scandinave by « village », comprendre l'accusatif bý du vieux norrois býr « emplacement, terrain, propriété » qui a donné le scandinave moderne (danois, norvégien) by « village, ville » et qui explique la plupart des toponymes en -by de Scandinavie et d'Angleterre. En revanche, le norrois bú (ou son correspondant vieil anglais bū) a été identifié par les spécialistes dans quelques toponymes normands dont Carquebut (Manche, anciennement Carquebu), etc. Seul François de Beaurepaire qui se fonde sur la plus ancienne attestation connue, propose l'appellatif anglo-scandinave buth / both « maison, agglomération » (comprendre búð, car *bóð ne semble pas attesté et ne correspond pas précisément aux formes anciennes). cf.  toponymes en -beuf : Elbeuf, Daubeuf, Vibeuf, Criquebeuf, etc.)
Le premier élément Borges- > Bourgué- parait représenter le mot bien connu bourg d'origine pangermanique en Normandie (vieux saxon burg, vieil anglais burh, burg ou scandinave borg). Dans les formations toponymiques les plus anciennes, il est toujours en seconde position -bourg (ex : Cherbourg, Cabourg, etc.), alors que dans les formations romanes plus récentes, il apparait en première position Bourg- (ex.: Bourg-Achard, Bourgtheroulde, etc.). Dans le cas de Bourguébus, la plupart des auteurs s'expriment mal à ce sujet, ainsi Albert Dauzat qui identifie le même bourg dans toute la France, évoque comme étymologie ultime, le bas latin burgus « ville fortifiée, village », emprunté au germanique burg. Ernest Nègre dans ses formations toponymiques non romanes propose le germanique burg et Jean Renaud, le saxon burg « ouvrage fortifié ». Quant à René Lepelley, il tient l'élément Borgues- > Bourgué- pour indéterminé.
Remarque : rares sont les auteurs à être précis sur le fait que les deux éléments burg et bú ne peuvent pas appartenir simultanément à deux langues germaniques différentes lors de la fixation de ce toponyme, sauf à considérer qu'il s'agit d'une formation anglo-scandinave. Les trois seules possibilités sont donc, si -bu(s) représente bien le norrois bú, le vieil anglais burg / burh, le norrois borg ou l'appellatif roman bourg (anciennement borc, burc), en admettant que ce dernier ait pu se fixer sur bú employé de manière autonome. Aucun d'entre-eux n'explique pourquoi la forme est Borgesbu et non pas *Borgbu. C'est sans doute la raison pour laquelle René Lepelley considère Borges- comme indéterminé et que François de Beaurepaire propose de l'expliquer par l'adjectif roman burges / burgueis « bourgeois », adjectif formé avec l'ancien suffixe -eis devenu -ais / -ois, suffixe qu'il identifie également dans deux composés analogues, à savoir Valesdunes (Airan, Valesdunes vers 1170), où il propose de reconnaître le nom de personne ethnique Waleis « Gallois » et Hémevez (Manche, Haimesvez 1214) où il propose Hameis, c'est-à-dire « du Ham ».
Le gentilé est Bourguébusien ou Bourguébois. La prononciation traditionnelle est [burgeby] « bourguébu », sans articuler le s final, la tendance contraire étant de prononcer littéralement (d'après la forme écrite) les toponymes, surtout quand ils évoquent un mot existant, c'est-à-dire, dans ce cas, bus, mode de transport.
Le nom du hameau de la Hogue, situé à l'est de la commune, est issu de l'ancien normand hogue désignant une hauteur, une élévation ou une colline. Ce mot est lui-même issu de l'ancien scandinave haugr signifiant « hauteur, élévation ».

## Histoire

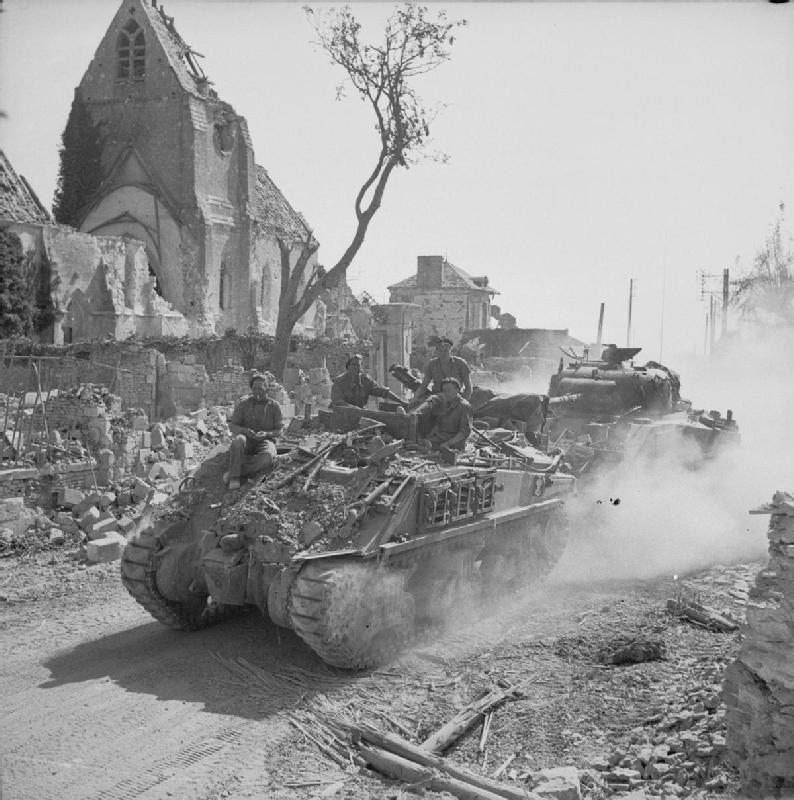
Au milieu des ruines, un char de dépannage Sherman Recovery, remorquant un Sherman de combat hors de service, traverse Bourguébus pendant la bataille de Normandie.

Des fouilles menées sur le site de la Main Delle ont permis de retrouver les vestiges d'un important camp gaulois que l'on peut qualifier d'« aristocratique ». 
L'église Saint-Vigor de Bourguébus et la chapelle Saint-Jean de la Hogue étaient sous le patronage du prieuré Saint-Nicolas-de-la-Chesnaye, situé à Saint-Vigor-le-Grand, près de Bayeux. Il existait aussi à Bourguébus le prieuré Saint-Germain, appartenant à l'ordre de Saint-Augustin et dépendant du prieuré des Deux-Amants, situé à Amfreville-sous-les-Monts.
Le village est situé sur une crête qui sera un lieu de combats à l'été 1944 durant la bataille de Normandie : la « crête de Bourguébus ». Les Allemands y ont installé plusieurs pièces d'artillerie. La position est bombardée par le 8th Air Force américaine et l'assaut lancé par la 11e division blindée britannique le 18 juillet 1944 dans le cadre de l'opération Goodwood pour dégager Caen. Les blindés britanniques atteignent le sommet de la crête mais au prix de lourdes pertes infligées par les canons d'assaut du major Becker. Le lendemain, 19 juillet, le 5th Royak Tank Regiment de la 7e division blindée britannique essaye de déloger la 1re division SS Leibstandarte Adolf Hitler et des Tiger II du 503e bataillon de chars lourds, positionnés dans les environs du village, mais sans succès. Les Allemands lancent ensuite une contre-attaque, repoussée seulement grâce à l'intervention des bombardiers britanniques Hawker Typhoon. Le village de Bourguébus ne sera libéré que dans la matinée du 20 juillet.

## Politique et administration
| Période                                  | Période                   | Identité              | Étiquette   | Qualité                                                                    |
| ---------------------------------------- | ------------------------- | --------------------- | ----------- | -------------------------------------------------------------------------- |
| Les données manquantes sont à compléter. |                           |                       |             |                                                                            |
| ca. 1903                                 |                           | Émile Cailloué        | Républicain |                                                                            |
| Les données manquantes sont à compléter. |                           |                       |             |                                                                            |
| avant 1952                               | 1959 ?                    | Gaston Cardon         |             |                                                                            |
| mars 1959                                | juillet 1970 (décès)      | Julien Fâche          |             | Agriculteur Chevalier du Mérite agricole                                   |
| 1970                                     | juillet 1988 (démission)  | Émile Vandecandelaere |             | Industriel (teillage de lin) Premier adjoint au maire (1965 → 1970)        |
| juillet 1988                             | mars 2001                 | Marcel Hoste          |             | Industriel                                                                 |
| mars 2001                                | mars 2008                 | Daniel Jourdaine      |             | Métrologue Vice-président de la CC Plaine Sud de Caen                      |
| mars 2008                                | mars 2014                 | Michel Aubey          |             | Retraité de PSA Caen                                                       |
| mars 2014                                | En cours (au 28 mai 2020) | Sébastien François    | SE          | Professeur de français au lycée Vice-président de la CC Plaine Sud de Caen |

Le conseil municipal est composé de dix-neuf membres dont le maire et quatre adjoints.

## Démographie
L'évolution du nombre d'habitants est connue à travers les recensements de la population effectués dans la commune depuis 1793. Pour les communes de moins de 10 000 habitants, une enquête de recensement portant sur toute la population est réalisée tous les cinq ans, les populations de référence des années intermédiaires étant quant à elles estimées par interpolation ou extrapolation. Pour la commune, le premier recensement exhaustif entrant dans le cadre du nouveau dispositif a été réalisé en 2006.
En 2022, la commune comptait 2 561 habitants, en évolution de +33,73 % par rapport à 2016 (Calvados : +1,58 %, France hors Mayotte : +2,11 %).
| 1793 | 1800 | 1806 | 1821 | 1831 | 1836 | 1841 | 1846 | 1851 |
| ---- | ---- | ---- | ---- | ---- | ---- | ---- | ---- | ---- |
| 315  | 500  | 346  | 268  | 280  | 318  | 321  | 292  | 298  |

| 1856 | 1861 | 1866 | 1872 | 1876 | 1881 | 1886 | 1891 | 1896 |
| ---- | ---- | ---- | ---- | ---- | ---- | ---- | ---- | ---- |
| 274  | 278  | 262  | 255  | 233  | 226  | 213  | 205  | 185  |

| 1901 | 1906 | 1911 | 1921 | 1926 | 1931 | 1936 | 1946 | 1954 |
| ---- | ---- | ---- | ---- | ---- | ---- | ---- | ---- | ---- |
| 195  | 203  | 212  | 220  | 216  | 214  | 195  | 173  | 263  |

| 1962 | 1968 | 1975 | 1982 | 1990 | 1999  | 2006  | 2011  | 2016  |
| ---- | ---- | ---- | ---- | ---- | ----- | ----- | ----- | ----- |
| 304  | 342  | 616  | 650  | 663  | 1 074 | 1 310 | 1 429 | 1 915 |

| 2021  | 2022  | - | - | - | - | - | - | - |
| ----- | ----- | - | - | - | - | - | - | - |
| 2 433 | 2 561 | - | - | - | - | - | - | - |

## Économie
- Usine Schneider.
- Centre logistique Tupperware France.

## Lieux et monuments
- Vestige de l'ancienne église Saint-Vigor du XIIIe siècle, détruite en 1944.
- Église Saint-Vigor (reconstruction).

## Activité, label et manifestations

### Label
La commune est une ville fleurie (deux fleurs) au concours des villes et villages fleuris.

### Sports
Le Bourguébus-Soliers Football Club fait évoluer une équipe de football en ligue de Basse-Normandie et une deux autres en divisions de district.

### Loisirs
- École de musique MEP.
- bibliothèque
- local jeune

## Personnalités liées à la commune
- Amandine Petit, Miss Normandie 2020 et Miss France 2021, est originaire de Bourguébus[38].